# Amblyeleotris fontanesii
Amblyeleotris fontanesii es una especie de peces de la familia de los Gobiidae en el orden de los Perciformes.

## Morfología
Los machos pueden llegar a alcanzar los 25 cm de longitud total.

## Distribución geográfica
Se encuentra desde Sumatra hasta las Molucas, las Filipinas, República de Palau (Micronesia), Papúa Nueva Guinea y el sur de Taiwán.

## Observaciones
Es inofensivo para los humanos. 